# Passo della Sambuca
Il Passo della Sambuca è un valico dell'Appennino tosco-romagnolo e un'importante via di comunicazione tra la Toscana e la Romagna.
Al passo, che si trova nel comune di Palazzuolo sul Senio (FI), si giunge percorrendo la Strada provinciale 477, dopo aver valicato il Passo della Colla di Casaglia (spartiacque tra Mugello e valle del Senio).
Con un dislivello di 624 metri, la sua pendenza media è del 5,8%, anche se in alcuni tratti arriva al 12%. In cima al passo è stata inoltre creata una piccola area panoramica, e posizionata una grande croce in legno.

## Galleria d'immagini

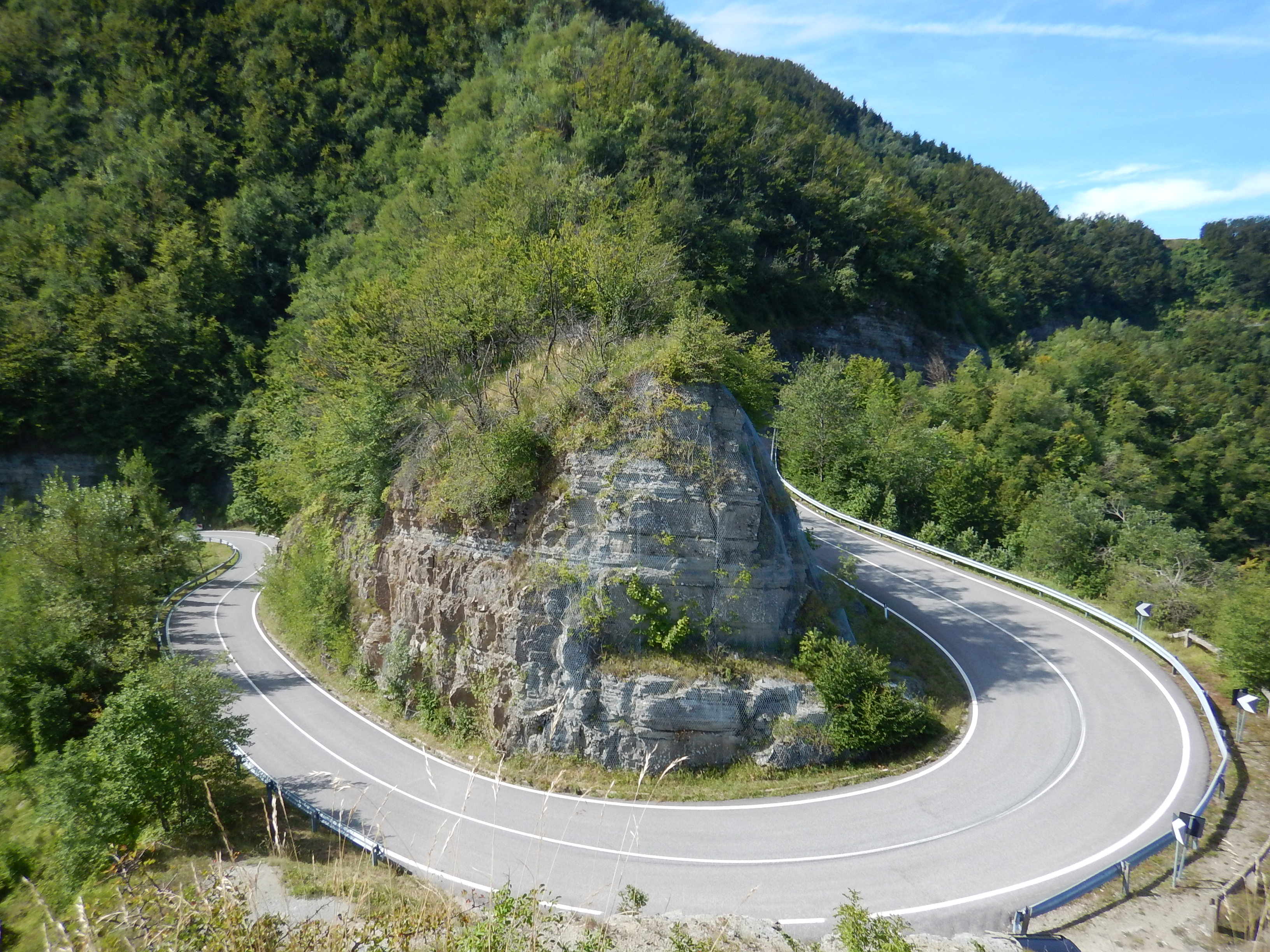
Tornante presente in cima al passo
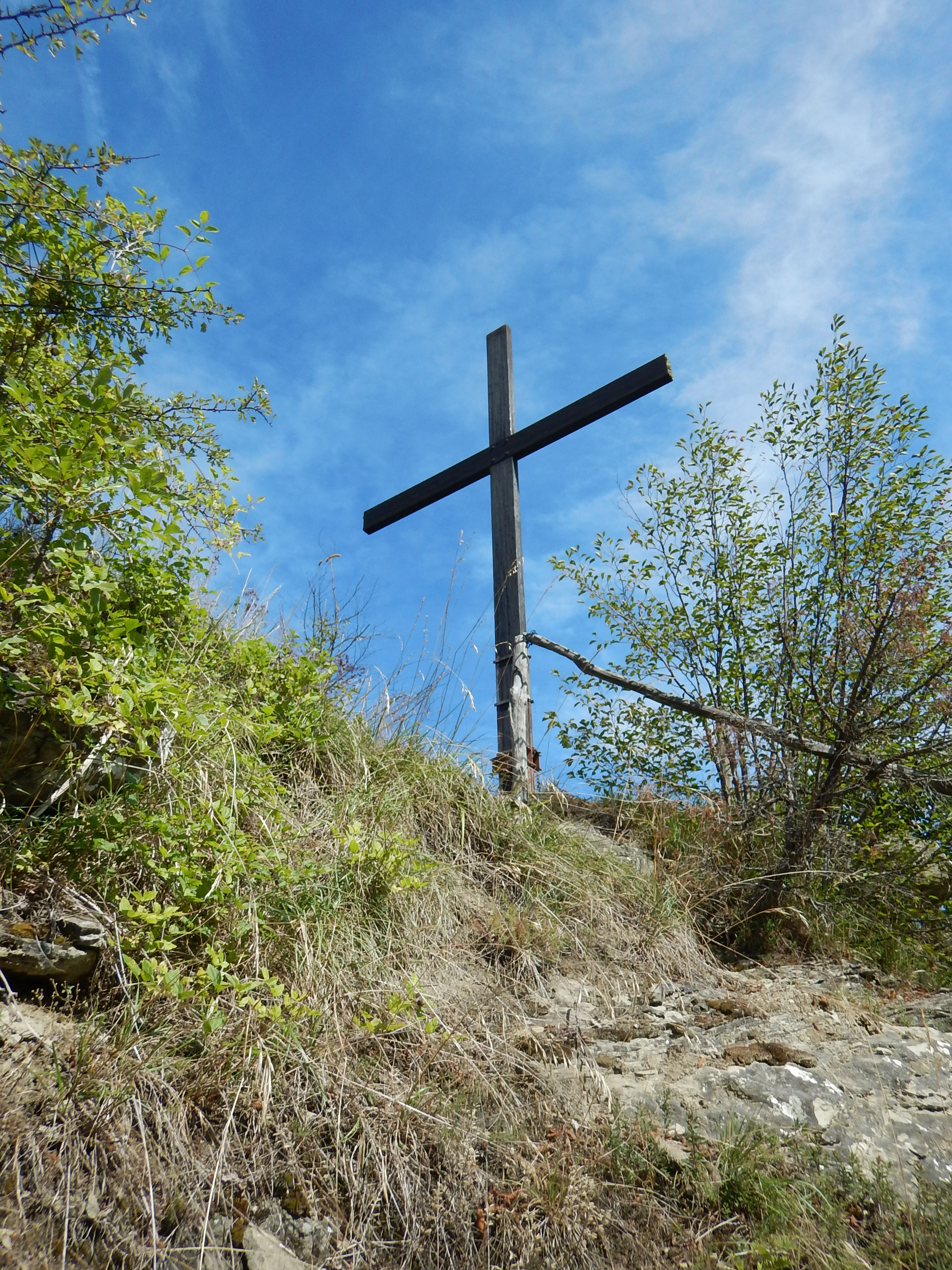
Croce posta sulla vetta del passo
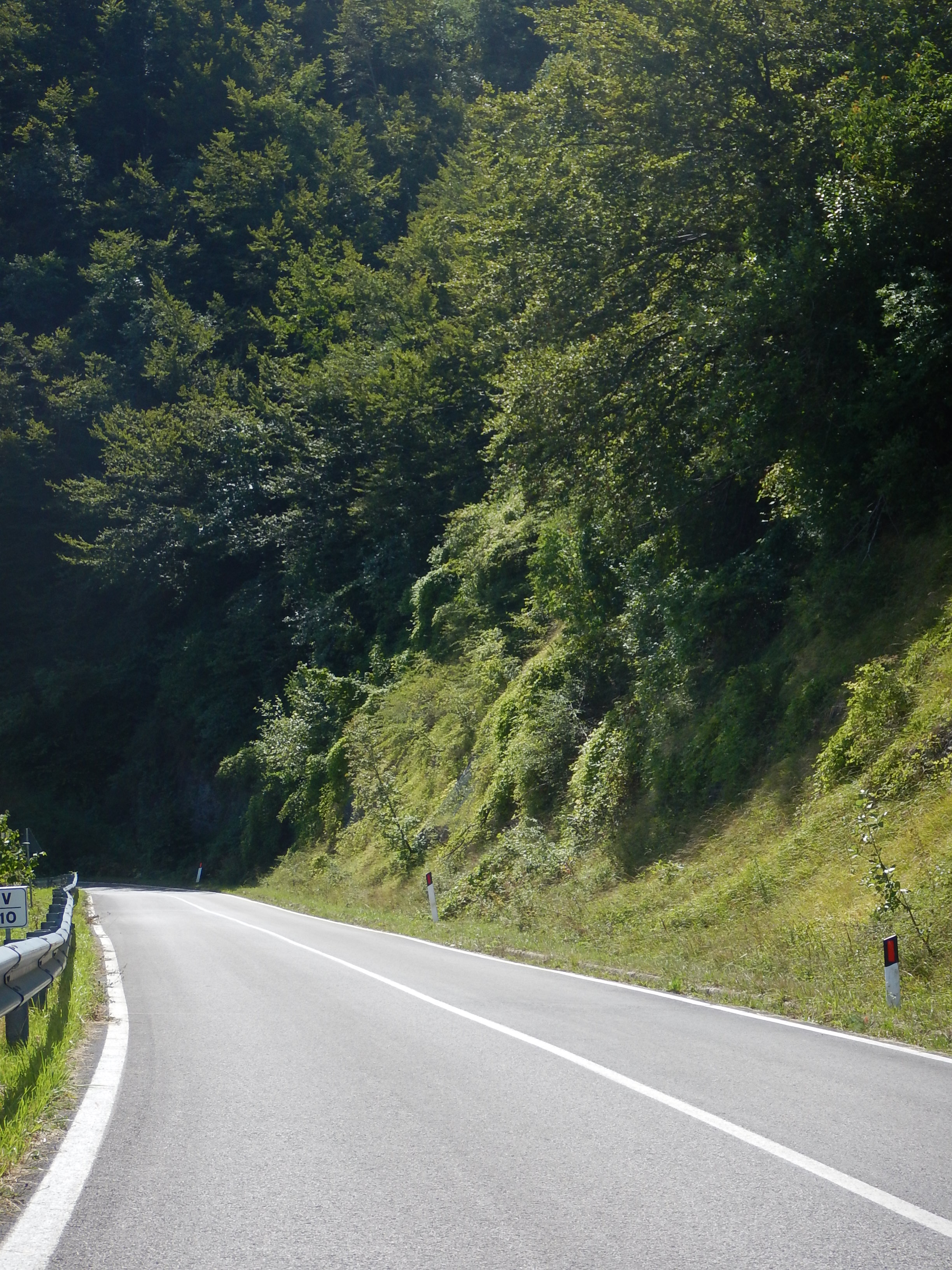
La strada provinciale 477 nei pressi del passo
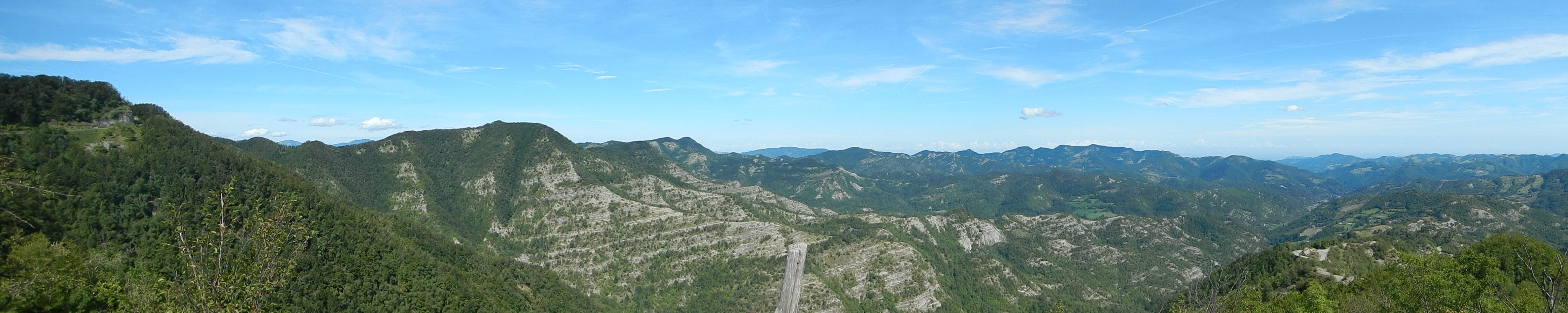
Veduta panoramica